# Makole (Dodoma)
Makole è una circoscrizione urbana (urban ward) della Tanzania situata nel distretto urbano di Dodoma, regione di Dodoma. Conta una popolazione di 10 504 abitanti (censimento 2012).